# Pointe Indira
La pointe Indira ou pointe Pygmalion, en anglais Indira Point et Pygmalion Point, en hindi इंदिरा पोइंट, est un cap d'Inde situé à l'extrémité méridionale de l'île de Grande Nicobar, dans les îles Andaman ; elle constitue le point le plus méridional de l'Inde.